# Municipio de Newell (Illinois)
El municipio de Newell (en inglés: Newell Township) es un municipio ubicado en el condado de Vermilion en el estado estadounidense de Illinois. En el año 2010 tenía una población de 13969 habitantes y una densidad poblacional de 106,36 personas por km².

## Geografía
El municipio de Newell se encuentra ubicado en las coordenadas 40°12′19″N 87°35′38″O / 40.20528, -87.59389. Según la Oficina del Censo de los Estados Unidos, el municipio tiene una superficie total de 131.34 km², de la cual 129.46 km² corresponden a tierra firme y (1.43%) 1.88 km² es agua.

## Demografía
Según el censo de 2010, había 13969 personas residiendo en el municipio de Newell. La densidad de población era de 106,36 hab./km². De los 13969 habitantes, el municipio de Newell estaba compuesto por el 81.89% blancos, el 12.51% eran afroamericanos, el 0.21% eran amerindios, el 2% eran asiáticos, el 0.01% eran isleños del Pacífico, el 1.2% eran de otras razas y el 2.17% pertenecían a dos o más razas. Del total de la población el 3.54% eran hispanos o latinos de cualquier raza.